# واتارو ساکاتا
واتارو ساکاتا (انگلیسی: Wataru Sakata؛ زادهٔ ۱۱ مارس ۱۹۷۳) ورزشکار هنرهای رزمی ترکیبی، کشتی‌گیر کشتی حرفه‌ای و کاراته‌کا اهل ژاپن است.